# La Chaize-Giraud
La Chaize-Giraud är en kommun i departementet Vendée i regionen Pays de la Loire i västra Frankrike. Kommunen ligger i kantonen Saint-Gilles-Croix-de-Vie som tillhör arrondissementet Les Sables-d'Olonne. År 2022 hade La Chaize-Giraud 1 103 invånare.

## Befolkningsutveckling
Antalet invånare i kommunen La Chaize-Giraud
| Referens: INSEE |